# Coupe de France 2002
Die Coupe de France 2002 war die 11. Austragung der Coupe de France, einer seit der Saison 1992 stattfindenden Serie von französischen Eintagesrennen im Straßenradsport. Die Fahrerwertung gewann der Franzose Franck Bouyer vom französischen Team Bonjour, das auch die Teamwertung gewann.

## Rennen
| Datum         | Rennen                             | Sieger             | Führender (Fahrerwertung) |
| ------------- | ---------------------------------- | ------------------ | ------------------------- |
| 23. Februar   | Tour du Haut-Var                   | Laurent Jalabert   | Laurent Jalabert          |
| 24. Februar   | Classic Haribo                     | Jaan Kirsipuu      | Jaan Kirsipuu             |
| 24. März      | Grand Prix Cholet-Pays de la Loire | Jimmy Casper       | Jimmy Casper              |
| 2. April      | Paris–Camembert                    | Marcus Ljungqvist  | Jimmy Casper              |
| 5. April      | Route Adélie                       | Marcus Ljungqvist  | Jimmy Casper              |
| 7. April      | Grand Prix de Rennes               | Kirk O’Bee         | Jimmy Casper              |
| 25. April     | Grand Prix de Denain               | Alberto Vinale     | Jimmy Casper              |
| 28. April     | Tour de Vendée                     | Franck Bouyer      | Franck Bouyer             |
| 1. Mai        | Trophée des Grimpeurs              | Sylvain Chavanel   | Franck Bouyer             |
| 20. Mai       | Grand Prix de Villers-Cotterêts    | Laurent Lefèvre    | Franck Bouyer             |
| 1. Juni       | A Travers le Morbihan              | Laurent Lefèvre    | Franck Bouyer             |
| 8. Juni       | Classique des Alpes                | Santiago Botero    | Franck Bouyer             |
| 1. September  | Boucles de l’Aulne                 | Christopher Jenner | Franck Bouyer             |
| 22. September | Grand Prix d’Isbergues             | Cédric Vasseur     | Franck Bouyer             |
| 3. Oktober    | Paris–Bourges                      | Allan Johansen     | Franck Bouyer             |

## Fahrerwertung
| Position | Fahrer          | Team            | Punkte |
| -------- | --------------- | --------------- | ------ |
| 1        | Franck Bouyer   | Bonjour         | 136    |
| 2        | Laurent Lefèvre | Jean Delatour   | 100    |
| 3        | Cédric Vasseur  | Cofidis         | 85     |
| 4        | Nicolas Vogondy | fdjeux.com      | 82     |
| 5        | Ludovic Capelle | ag2r Prévoyance | 73     |

## Teamwertung
| Position | Team            | Punkte |
| -------- | --------------- | ------ |
| 1        | Bonjour         | ?      |
| 2        | ag2r Prévoyance | ?      |
| 3        | fdjeux.com      | ?      |